# Dvoglava nadlaktna mišica
Dvógláva nadláktna míšica ali bíceps (latinsko musculus biceps brachii) leži na sprednji strani nadlakta in izvira z dvema glavama iz lopatice, dolga iznad ramenskega sklepa, kratka pa iz lopatičnega kljuna. Pripenja se na grčavino koželjnice (tuberositas radii). Oživčuje jo muskulokutani živec (C5 in C6).
Je fleksor komolčnega sklepa in po moči glavni supinator podlakta.